# Marr (Band)
Marr ist eine experimentelle Indie-Rock-Band aus Hamburg mit Noise-Rock- und Progressive-Rock-Einflüssen sowie Einflüssen aus Hardcore-Punk/Punkrock. Der Name der Band steht nicht in Beziehung zu dem Gitarristen der englischen Indierock-Band The Smiths, Johnny Marr, sondern rührt von einer Hamburger Künstlerin her, die überall in der Stadt von ihr selbst verfertigte Plakate mit dem Schriftzug „Marr“ aufgehängt hatte.

## Geschichte
Andre Frahm und Jan Elbeshausen waren schon vorher in zahlreichen Hardcore-Punk-Bands aktiv, bevor sie zusammen mit Dennis Becker und Oliver Koch von der deutschen Indie-Pop/Hamburger-Schule-Band Tomte die Band Marr gründeten.
Obwohl – zumindest einige – der Band kaum noch mit Punk und Hardcore Punk zu tun haben, sind ihnen die Ideale der Hardcore-Punk-Bewegung, wie ein nicht am kommerziellen Konsum ausgerichtetes Musikverständnis, D.I.Y. etc., weiterhin sehr wichtig. Dennis Becker sagte dazu in einem Interview mit music-scan.de: 

„Unser Umgang mit Musik ist sicherlich durch unser Treiben im Punk / Hardcore beeinflusst und die DIY-Philosophie hat auch Gutes für sich, doch musikalisch fühle ich mich in keiner Weise mehr mit Punk verbunden.“

Marr veröffentlichen bei dem Independent-Label Grand Hotel van Cleef, dem Label von Thees Uhlmann, Bandkollege von Becker und Koch bei Tomte.

## Stil
Nach eigenem Bekunden sind auch die musikalischen Einflüsse relativ vielfältig und umfassen Hardcore-Punk-Bands wie Fugazi, Metalbands wie Slayer genauso wie Radiohead und auch Gunter Gabriel.

## Diskografie
- 2004: Express and Take Shape
- 2003: Off the Wall and into Your Soundtrack